# Кріста Лепік
Кріста Лепік (ест. Krista Lepik; нар. 26 квітня 1964, Ракке, Естонська ССР, СРСР) — естонська біатлоністка та флорболістка, виступає за збірну Естонії. Учасниця Зимових Олімпійський Ігор в Альбервілі (1992) та Ліллехамері (1994).

## Біографія
Кріста дебютувала у змаганнях з біатлону у 1990 році.
Після розпаду СРСР отримала право виступати на міжнародних турнірах під прапором Естонії. На Олімпійський іграх 1992 року в Альбервілі Лепік фінішувала в індивідуальній гонці на 11-му місці. Це найвищий результат, показаний естонськими біатлоністами на Олімпіадах за всю історію їх участі у цих змаганнях (станом на 2020 рік). В естафеті біатлоністка разом з Оленою Поляковою та Евелі Петерсон були дев'ятими.
За два роки, 1994, Кріста Лепік брала участь в Олімпіаді в Ліллегаммері, що склалася для спортсменки не настільки вдало.
Найвище досягнення Лепік на етапах Кубку світу — 9-е місце у спринті на етапі в австрійському Бад-Гастайні у сезоні 1994/1995. 1997 року Кріста Лепік завершила свою біатлонну кар'єру.
Невдовзі вона очолила палац спорту у Тамсалу. Останнім часом Лепік серйозно зайнялася флорболом. Вона виступає на позиції захисника і входить до складу збірної Естонії з цього виду спорту. На Чемпіонаті світу 2010 року в дивізіоні В збірна Естонії з Крістою посіла п'яте місце, а в світовому рейтингу — 15-е.

## Результати біатлону

### Зимові Олімпійські ігри
Результати на Зимових Олімпійських іграх:
| Подія             | Індивідуальні змагання | Індивідуальні змагання | Індивідуальні змагання | Індивідуальні змагання | Естафети        | Естафети         |
| Подія             | Спринт                 | Гонка-переслідування   | Індивідуальна гонка    | Масс-старт             | Жіноча естафета | Змішана естафета |
| ----------------- | ---------------------- | ---------------------- | ---------------------- | ---------------------- | --------------- | ---------------- |
| Альбервіль (1992) | 42                     | -                      | 11                     | -                      | 9               | -                |
| Ліллегамер (1994) | 58                     | -                      | 42                     | -                      | 12              | -                |

## Рейтинг Кубку світу
У таблиці наведена статистика виступів біатлоністки в Кубку світу.
- Місця 1–3: кількість подіумів
- Чільна 10: кількість фінішів у першій десятці
- В очках: кількість виступів, на яких біатлоніст здобував очки
- Старти: кількість стартів

| Місця                                    | Індивідуальна гонка | Спринт | Гонка-переслідування | Масс-старт | Естафета | Разом |
| ---------------------------------------- | ------------------- | ------ | -------------------- | ---------- | -------- | ----- |
| 1                                        |                     |        |                      |            |          |       |
| 2                                        |                     |        |                      |            |          |       |
| 3                                        |                     |        |                      |            |          |       |
| Чільна 10                                |                     |        |                      |            | 1        | 1     |
| В очках                                  | 1                   | 3      |                      |            | 2        | 6     |
| Старти                                   | 8                   | 8      |                      |            | 2        | 19    |
| Станом на: 1997 рік (завершення кар'єри) |                     |        |                      |            |          |       |